# Jezioro Mokre (województwo kujawsko-pomorskie)
Jezioro Mokre – jezioro w Polsce, położone województwie kujawsko-pomorskim, w powiecie mogileńskim, w gminie Dąbrowa, na terenie Pojezierza Żnińsko-Mogileńskiego.

## Opis
Otoczone obszarami rolniczymi. Pobliskie miejscowości to: Mokre, Nowa Wieś Pałucka, Obudno i Dąbrowa.

## Dane morfometryczne
Powierzchnia zwierciadła wody wynosi 5,0 ha.